# Privilegium minus
Il Privilegium minus, in senso stretto, è un privilegio imperiale dell'anno 1156, che viene considerato all'origine dello Stato austriaco.
Tecnicamente un privilegium minus era un documento della cancelleria papale redatto in forma semplice, a differenza del privilegium maius, redatto in forma solenne. Successivamente il privilegium minus venne sostituito dalla breve, mentre il privilegium maius venne sostituito dalla bolla

## La genesi delPrivilegium Minus
Il privilegium minus (distinto dal Privilegium maius, un falso redatto dalla cancelleria di Rodolfo IV d'Austria nel 1358) è un diploma solenne concesso il 17 settembre 1156 dall'imperatore Federico I al margravio Enrico II Jasomirgott della casa dei Babenberger. Il diploma stabiliva l'elevazione dell'Austria (Ostarrîchi) da marca a ducato. Oltre alla trasmissibilità del titolo di duca, il documento prevedeva anche la possibilità della successione in via femminile: in caso di mancanza di eredi sarebbe stato il duca a decidere a chi trasmettere il ducato (libertas affectandi). Il dovere di prender parte alle diete era limitato a quelle che si sarebbero tenute in Baviera. Il dovere di assistenza militare era limitato alle guerre che avrebbero avuto luogo nei paesi confinanti con l'Austria.
L'elevazione dell'Austria a ducato deve essere inquadrata nel conflitto che opponeva gli Hohenstaufen ai Welfen, conflitto che Federico I, imparentato con ambedue le case, intendeva appianare. A Enrico il Leone, capo della casa dei Welfen, venne restituito il Ducato di Baviera, retto dai Babenberger dal 1139. L'elevazione della marca austriaca a ducato altro non era che un compenso per la perdita del ben più importante ducato bavarese, e venne considerato da parte di Enrico II una sconfitta politica. Ma l'obiettivo principale per Federico I era probabilmente quello di rimpicciolire il Ducato di Baviera (di cui la marca austriaca faceva parte), per tenere sotto controllo la potenza di Enrico il Leone.

### Antefatti
Nel marzo 1152 Federico Barbarossa venne eletto "Re dei Romani". Si ritiene che Enrico il Leone fosse tra i suoi sostenitori e che potrebbe aver richiesto la restituzione del Ducato di Baviera in cambio del suo voto favorevole. Si tratta però di un'ipotesi non pienamente comprovata, perché scarsamente supportata dalle fonti: nemmeno un cronista solitamente affidabile come Otto von Freising cita Enrico tra i principi che presero parte all'elezione. Certo è che il Barbarossa, essendo intenzionato a realizzare una spedizione in Italia, aveva bisogno dell'appoggio militare da parte di Enrico, e pertanto era interessato ad avere buoni rapporti con lui. Date queste premesse, divenuto imperatore, il Barbarossa acconsentì che Enrico riunisse sotto il proprio scettro i ducati di Sassonia e Baviera (l'uno retto da Enrico il Leone, e il secondo guidato da Enrico II Jasomirgott).
L'imperatore, nel 1152 convocò i due duchi ad una dieta a Würzburg, presso la sua corte, proprio allo scopo di intavolare trattative con Enrico II Jasomirgott sulla cessione del Ducato di Baviera, ma Enrico non volle prendervi parte. Anche un incontro successivo, a pentecoste del 1153, fallì perché Enrico II, pur presentandosi, fece valere il fatto di non essere stato invitato nelle forme dovute.
Nel giugno 1154, infine, Federico Barbarossa, intenzionato a porre fine alla tattica dilatoria di Enrico Jasomirgott e ad assegnare il Ducato di Baviera a Enrico il Leone (di cui necessitava con urgenza l'appoggio militare, in quanto di lì a poco intendeva avviare la campagna d'Italia), invitò nuovamente i due duchi a Goslar. Anche questa volta Jasomirgott non si presentò. Il tribunale di corte decise per questo di assegnare il Ducato di Baviera a Enrico il Leone. Questa decisione fu resa più facile dal fatto che Enrico Jasomirgott aveva trasferito la propria corte da Ratisbona a Vienna e si era ritirato nella parte meridionale del Ducato di Baviera.
Enrico il Leone, nell'ottobre 1155 ricevette il giuramento di fedeltà da parte dei nobili bavaresi. L'investitura vera e propria a duca di Baviera avvenne solo nel settembre 1156, dopo che Enrico Jasomirgott ebbe dichiarato ufficialmente la propria rinuncia al titolo.
Nel frattempo, il 5 giugno 1156, vi fu un incontro segreto tra Federico Barbarossa e Enrico Jasomirgott, nelle vicinanze di Ratisbona. Non vi sono testimonianze sul contenuto dei colloqui.

### La dieta di Ratisbona nel settembre 1156
L'8 settembre 1156 Federico I tenne una dieta a Ratisbona. Enrico Jasomirgott aveva piantato il proprio campo nelle vicinanze della città, per ufficializzare le decisioni prese nell'incontro del 5 giugno. Federico Barbarossa, accompagnato da grandi dell'impero, e tra questi Enrico il Leone, si recò al campo di Enrico Jasomirgott. Il fatto che fosse l'imperatore a recarsi al campo di Enrico (nonostante l'accampamento si trovasse nelle immediate vicinanze della corte) dimostra l'atteggiamento particolarmente accomodante di Federico nei confronti di Enrico Jasomirgott. Non si sa se questa fosse una delle richieste avanzate da Jasomirgott.
Federico usò nella risoluzione del conflitto il nuovo diritto feudale sorto in Italia con i Libri feodorum, «coniugandolo con la tradizione del vassallaggio regio a fini militari».
Enrico Jasomirgott consegnò all'imperatore sette bandiere, simboleggiando così la propria rinuncia al Ducato di Baviera. L'imperatore le consegnò a Enrico il Leone, il quale, a sua volta, ne restituì due all'imperatore. Federico dichiarò allora l'erezione dell'Austria a ducato, e rese a Enrico Jasomirgott le due bandiere. Avvenne quindi che dapprima Enrico "restituì" a Federico Barbarossa il ducato di Baviera, poi da lui assegnato in beneficium a Enrico il Leone: siccome in base al diritto feudale lombardo un feudo poteva essere liberamente riassegnato in una parte inferiore alla metà dal suo beneficiario, Enrico il Leone "tolse" la marca Orientale dalla Baviera e la riconsegnò all'imperatore, che la assegnò in beneficium a Enrico e alla moglie Teodora.
Il conflitto sul Ducato di Baviera era terminato con una cerimonia solenne e senza spargimenti di sangue. Enrico il Leone divenne duca di Baviera e Enrico Jasomirgott duca del neonato Ducato d'Austria.

## La soluzione del conflitto
Nove giorni dopo la cerimonia solenne, e dopo ulteriori trattative, venne emanato il Privilegium minus, che garantì una soluzione al lungo termine del conflitto sorto attorno al Ducato di Baviera.

### La trasformazione della marca in ducato
Nel testo del Privilegium minus la trasformazione della marca in ducato viene giustificata con l'honor et gloria di Enrico Jasomirgott, il quale non doveva rinunciare all'onore e alla gloria connessi con il titolo di duca.
Infatti non sarebbe stato accettabile degradare Enrico Jasomirgott da duca a margravio, perché questi non aveva commesso alcunché di disdicevole. Inoltre, se questo fosse accaduto, Enrico il Leone gli sarebbe stato gerarchicamente superiore, ed Enrico Jasomirgott avrebbe dovuto rispondere nei suoi confronti delle sue decisioni. Questo punto dimostra quanto importanza fosse attribuito allo status dei personaggi coinvolti nel conflitto.
Il ducato venne assegnato a Enrico Jasomirgott preservando tutti i diritti che il margravio Leopoldo aveva ricevuto dal Ducato di Baviera (…, que quondam marchio Livpoldus habebat a ducatu Bawarie). Ciò significa che Enrico conservava, anche da duca, le medesime prerogative che aveva come margravio. Questo punto era decisivo, in quanto Enrico intendeva sì assumere il titolo di duca, ma non voleva rinunciare alle prerogative di margravio, in particolare quella di poter richiedere prestazioni finanziarie dai beni ecclesiastici, cosa che, come duca, non gli sarebbe stata possibile, per via dell'immunità e della tutela reale sui beni ecclesiastici.
Per Enrico il Leone il rafforzamento dei Babenberger rappresentò un duplice indebolimento: in primo luogo la Baviera perdeva la marca austriaca. In secondo luogo, la Baviera diventava un ducato interno al regno, alla stregua della Svevia: I Welfen avevano ottenuto il Ducato di Baviera, ma, essendo il ducato lontano dai confini del regno, non poteva esercitare i compiti della difesa e dell'allargamento dei confini. In questo modo Enrico il Leone poteva esercitare la sua potenza solo nel nord della Sassonia. 
Questo rafforzamento dei Babenberger e il contemporaneo indebolimento dei Welfen andava incontro anche alle intenzioni di Federico Barbarossa, che puntava a cercare un contrappeso alla potenza di Enrico il Leone, il più potente tra i principi del regno. Federico era riuscito a trovare una soluzione accettabile per tutte le parti, e della quale fu lui a profittare in massimo grado, in quanto ottenne da Enrico il Leone i contingenti militari necessari per le sue campagne in Italia, ed ebbe i Babenberger dalla propria parte grazie ai privilegi loro concessi. Inoltre la soluzione del conflitto, avvenuta senza che vi fosse spargimento di sangue, contribuì al mantenimento del Landfrieden, fatto particolarmente importante durante l'assenza del sovrano.

### Lalibertas affectandi
Tra i diritti assicurati a Enrico Jasomirgott rientra anche quello di trasmettere il ducato a una persona scelta da Enrico o da sua moglie Teodora, nel caso questi morissero senza eredi.
Si autem predictus dux Austrie patruus noster et uxor eius absque liberis  decesserint, libertatem habeant eundem ducatum affectandi cuicumque voluerint.
Si tratta di una disposizione del tutto insolita per il Medioevo: generalmente l'assegnazione di un feudo rimasto senza eredi spettava all'imperatore. Bisogna sottolineare che questo diritto spettava unicamente a Enrico e a sua moglie. Si trattava quindi di un diritto limitato nel tempo e che non sarebbe stato valido per le generazioni successive. Inoltre il Barbarossa non cedeva il diritto d'investitura, ma si limitava ad obbligarsi a confermare nel feudo la persona scelta da Enrico o sua moglie.
Il motivo di questa disposizione è nella particolare condizione della famiglia dei Babenberger del 1156: Enrico e sua moglie, la principessa bizantina Teodora non avevano figli. Enrico aveva una figlia - Agnese - nata dal suo primo matrimonio, la quale però era ancora minorenne. Nel caso della morte di Enrico e Teodora, Agnese avrebbe avuto una posizione molto debole. Ambedue i fratelli di Enrico, Ottone da Frisinga e Corrado, vescovo di Passavia, non erano candidabili alla successione, in quanto membri del clero. Per garantire la continuità dinastica Enrico ottenne questa particolare garanzia.
Per Federico Barbarossa questa concessione non rappresentava una limitazione particolare del proprio potere di signore feudale: non gli era comunque possibile negare l'investitura dei figli dei più potenti signori del regno. Inoltre aveva un particolare interesse alla continuità della casa dei Babenberger, che rappresentavano un contrappeso al potere dei Welfen, i quali, come duchi di Baviera, avrebbero addirittura potuto rivendicare il Ducato d'Austria in caso di estinzione dei Babenberger.

### Le limitazioni agli obblighi di vassallaggio
Il privilegium prevedeva alcune limitazioni all'obbligo di rispondere alla convocazione a corte e a quello di assistenza militare: Enrico era obbligato a partecipare alle diete di corte (se convocato) solo quando queste avevano luogo in Baviera. (Dux vero Austrie de ducatu suo aliud servicium non debeat imperio, nisi quod ad curias, quas imperator prefixerit in Bawaria, evocatus veniat.). Per Enrico questa limitazione significava un notevole sollievo dal punto di vista finanziario, perché non si rendevano necessarie spese per le lunghe trasferte nel nord della Germania.
L'obbligo di assistenza militare era limitato ai paesi confinanti con il Ducato d'Austria: Nullam quoque expedicionem debeat, nisi quam forte imperator in regna vel provincias Austrie vicinas ordinaverit.. Ciò si spiega con la posizione geografica del ducato: era interesse di Federico Barbarossa non impegnare eccessivamente i Babenberger, in modo che potessero continuare a svolgere i compiti militari di una marca. In particolare Federico si attendeva un sostegno nelle sue campagne in Italia, confinante con il ducato.